# Adriano Lombardi
Adriano Lombardi (Ponsacco, 7 agosto 1945 – Mercogliano, 30 novembre 2007) è stato un calciatore e allenatore di calcio italiano, di ruolo centrocampista.
Capitano dell'Avellino nei primi anni della Serie A, della squadra è stato anche allenatore in varie circostanze.
È morto all'età di 62 anni per sclerosi laterale amiotrofica. Negli ultimi anni di vita, colpito dalla malattia, era diventato attivista dell'Associazione Luca Coscioni e nominato presidente onorario dell'Avellino.
Nel 2008, a un anno dalla morte, il Club irpino ha ritirato la sua maglia col numero 10, e nel 2011, in data 8 giugno, gli ha intitolato lo Stadio Partenio.  Nell'occasione, si è svolta una partita che ha visto protagonisti ex calciatori, compagni di squadra di Adriano Lombardi.
Diffuso dagli altoparlanti un brano dedicato all'atleta, dal titolo "Adriano Capitano", il cui testo evidenzia i valori di lealtà sportiva del calciatore, espressione costante del suo impegno professionale.

## Carriera

### Giocatore

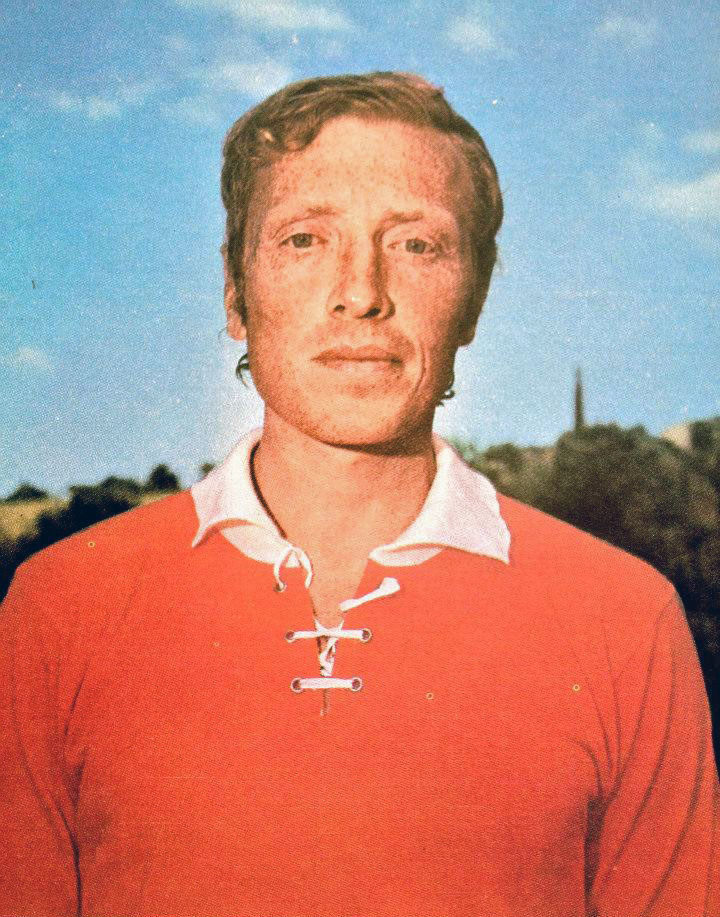
Lombardi al Perugia nella stagione 1973-1974

A 19 anni entra nelle giovanili della Fiorentina, che nel novembre 1965 lo cede al Cesena, in Serie C.
Dopo un'altra stagione in Serie C all'Empoli, approda nella serie cadetta con la maglia del Lecco, con cui è poco impiegato (5 presenze senza reti). Nell'autunno 1968 torna in Serie C, in prestito al Piacenza, con cui ottiene la promozione in Serie B come riserva di Giorgio Zoff e Paolo Pestrin; rientrato al Lecco (nel frattempo retrocesso in Serie C), disputa due stagioni da titolare in terza serie.
Nel 1971 inizia la stagione al Rovereto, per poi essere ceduto a novembre al Como, con cui disputa un campionato di Serie B giocando con continuità. Dopo due stagioni nel Perugia, sempre in Serie B, ritorna a Como e contribuisce con 17 presenze e 1 rete alla promozione dei lariani in Serie A. Nella successiva sessione autunnale del calciomercato, senza aver esordito nella massima serie, viene ceduto in Serie B, all'Avellino.
In Irpinia inizia il periodo più prestigioso del Rosso di Ponsacco. Nella stagione 1977-1978, capitano dell'Avellino, è tra i principali artefici della promozione dalla B alla A, con 9 reti in 31 partite. È capitano dell'Avellino anche nel primo anno in Serie A, conquistando la salvezza.
Noto e curioso l'aneddoto del suo mancato debutto in Serie A alla prima di campionato, il 1º ottobre 1978 in Milan-Avellino: dimentica i documenti e l'arbitro Maurizio Mattei, poi designatore della CAN, gli impedisce di giocare, sostenendo di non sapere chi fosse anche se la conoscenza personale avrebbe potuto valere come identificazione. Il giorno dopo, alcuni giornali riportano le foto di tutte le volte in cui Mattei aveva arbitrato partite nelle quali aveva giocato il capitano biancoverde. L'esordio arriva la settimana successiva, nella sconfitta per 3-1 contro la Lazio sul neutro di Napoli, all'età di 33 anni.
Nel 1979 torna per la terza volta al Como, contribuendo alla promozione dei lariani in Serie A al termine del campionato 1979-1980 e disputando altre due stagioni nella massima serie. La sua esperienza calcistica termina in Svizzera, con il Chiasso.

### Allenatore
Esordisce come allenatore sulla panchina del Chiasso, dove aveva chiuso la carriera, per poi passare al Derthona, nel 1985. In seguito allena, tra le altre, la Casertana, con cui vince il campionato di Serie C1 1990-1991 e dove fa ritorno nel Campionato Nazionale Dilettanti 1998-1999.
Siede anche sulle panchine di Avellino in più riprese (Serie B e Serie C), Benevento, Giarre, Empoli, Rimini e Triestina. Chiude la sua carriera di allenatore nella Turris alla comparsa dei primi sintomi della malattia.

### Dopo il ritiro
Si ammala di sclerosi laterale amiotrofica (il cosiddetto morbo di Lou Gehrig) così come altri calciatori professionisti:
(la Repubblica, 14 febbraio 2003)
Negli anni della malattia sarà iscritto e attivista dell'Associazione Luca Coscioni e parteciperà a molte iniziative pubbliche. Muore a 62 anni, dopo 8 di sofferenze e di lotta contro questa malattia.
Stando alle dichiarazioni fatte da Ferruccio Mazzola all'Espresso, la sua morte sarebbe da ricondurre all'utilizzo di sostanze dopanti ai tempi della Fiorentina e che avrebbero portato alla morte prematura dei suoi ex compagni di squadra Bruno Beatrice (leucemia), Ugo Ferrante (tumore alla gola), Nello Saltutti (infarto), Giuseppe Longoni (vasculopatia) e Massimo Mattolini (insufficienza renale), Giancarlo Galdiolo (demenza frontale temporale). Nonché alle malattie di Domenico Caso (tumore al fegato), Giancarlo De Sisti (ascesso frontale).

## Palmarès

### Giocatore
- Campionato italiano Serie C: 1

Piacenza: 1968-1969 (girone A)
- Campionato italiano di Serie B: 1

Como: 1979-1980

### Allenatore
- Campionato italiano Serie C1: 1

Casertana: 1990-1991 (girone B)